# Giglioli's walvis

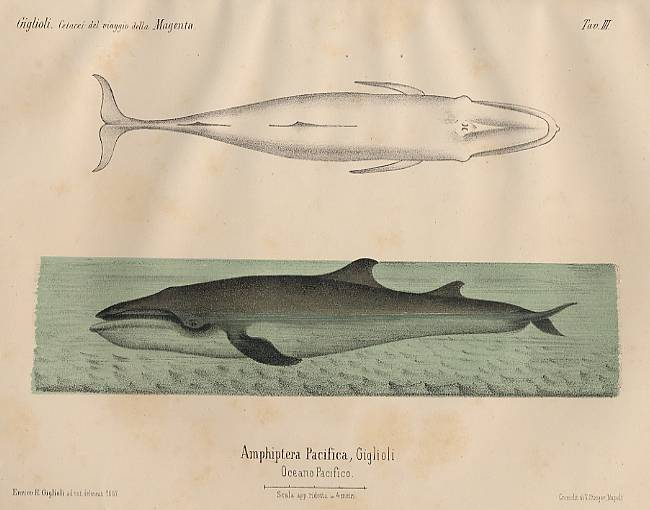
Een tekening van Giglioli's walvis gemaakt door Enrico Hillyer Giglioli, I cetacei osservati durante il viaggio intorno al globo della R. pirocorvetta Magenta, 1865-1868. Napoli, Stamperia della Regia Universita 1874: 59-72, tav. III

Giglioli's walvis (Amphiptera pacifica) is een vermeende walvissoort met twee rugvinnen. De waarneming waarop de beschrijving ervan gebaseerd is, werd op 4 september 1867 gedaan door de Italiaanse zoöloog Enrico Hillyer Giglioli. Hij bevond zich op dat moment op het Italiaanse stoomschip de Magenta, 1000 mijl verwijderd van de kust van Chili, op 28° 34' zuiderbreedte en 88° 10' westerlengte. Hij kon de walvis slechts oppervlakkig, met het blote oog waarnemen.
In oktober 1898 werd een vergelijkbare waarneming gedaan, deze keer nabij Stonehaven (Schotland), door de schipper van de vissersboot Lily, die een walvis van ongeveer 20 meter lengte beschreef, met twee rugvinnen die ongeveer zes meter uit elkaar stonden. Deze vinnen zouden even groot zijn als de zeilen van een kleine zeilboot. In 1983 werd er door de Franse zoöloog Jacques Maigret melding gemaakt van een vergelijkbaar dier in het gebied tussen Corsica en het Franse vasteland.